# Alan Bruce
Alan Roberto Bruce Catalán fue un estudiante de Ingeniería Civil de la Universidad Católica, militante del Movimiento de Izquierda Revolucionaria MIR, detenido por agentes de la DINA el 13 de febrero de 1975. Tenía 24 años a la fecha de la detención, es uno de los detenidos desaparecidos de la dictadura militar en Chile.    

## Estudiante de Ingeniería Civil detenido por la DINA
Alan Bruce, militante del MIR, fue detenido por agentes de la DINA el 13 de febrero de 1975, junto a Iván Montti Cordero, y a Carmen Díaz Darricarrere en la casa de estos últimos. Luego de la detención de los tres militantes los agentes de la DINA detuvieron a Jaime Vásquez Sáenz. Todos los detenidos fueron trasladados al recinto de Villa Grimaldi. Todas las personas mencionadas permanecen desaparecidas. Al día siguiente, fueron detenidos otros tres militantes del MIR: Roberto Acuña Reyes, Manuel Cortez Joo y Hugo Daniel Ríos Videla, todos ellos desaparecidos tras su arresto por la DINA.
Según Luz Arce exagente la DINA recuerda haber visto a Alan Bruce Catalán en Villa Grimaldi, y que el agente de la DINA Marcelo Moren estaba furioso porque era su sobrino y tenía un resentimiento en su contra por ello. También recuerda haber visto el nombre de Alan Bruce en las nóminas de detenidos de ese recinto y a las cuales ella tenía acceso.
De los diferentes testimonios de sobrevivientes de Villa Grimaldi, se concluye que Alan Bruce, al igual que el grupo de personas detenidas con él, fueron sacados de Villa Grimaldi en la cuarta semana de febrero de 1975 y trasladados con destino desconocido y desde esa fecha no fueron vistos en ningún otro lugar. Marcelo Moren Brito, familiar de Alan Bruce, quien como agente de la DINA, era uno de los jefes de Villa Grimaldi, era conocido por su chapa "El Ronco".

## Proceso judicial en dictadura
El 8 de abril de 1975, su padre, Roberto Bruce la Rivera interpuso un recurso de amparo en su favor, ante la Corte de Apelaciones de Santiago, rol 470-75, el 5 de junio de 1975 la Corte rechazó el recurso de amparo. Se ordenó remitir los antecedentes al 6° Juzgado del Crimen de Santiago a fin de investigar el desaparecimiento del amparado. Causa 91.882, en cuya tramitación prestó declaración Roberto Bruce, quien ratificó los términos de la denuncia. El 5 de enero de 1976, y luego de recibir un informe del SENDET señalando no tener antecedentes acerca de la víctima, se sobreseyó temporalmente la causa. El 16 de agosto de 1976, la causa fue solicitada por el ministro en Visita Servando Jordán López quien se encontraba investigando los casos de personas detenidas desaparecidas En octubre de 1979, compareció ante el ministro el Coronel de Ejército, Marcelo Moren Brito. El Tribunal le leyó la querella y los otros antecedentes relacionados con él, a lo que expuso que efectivamente es pariente de doña Carmen Catalán, madre de Alan Bruce, y que éste fue detenido por primera vez en Londres 38. Con respecto a la segunda detención de Alan manifiesta que, en lo que a él consta, no estuvo en Villa Grimaldi. El 28 de abril de 1980, el señor Ministro Servando Jordán remitió los antecedentes a la Segunda Fiscalía Militar para su acumulación en la causa instruida a raíz de una querella criminal en contra del general Manuel Contreras y otros agentes de la DINA. Sin que se realizaran diligencias, el 20 de noviembre de 1989, el teniente coronel de Ejército, Enrique Ibarra Chamorro, fiscal general militar, solicitó para esta causa la aplicación del Decreto Ley de Amnistía (D.L. 2.191). El 30 de noviembre de 1989, la solicitud fue acogida por el 2.° Juzgado Militar, el que sobreseyó total y definitivamente la causa.

## Informe Rettig
Familiares de  Alan Bruce presentaron su caso ante la Comisión Rettig, Comisión de Verdad que tuvo la misión de calificar casos de detenidos desaparecidos y ejecutados durante la dictadura. Sobre el caso de Alan Bruce, el Informe Rettig señaló que:

“El 13 de febrero de 1975 agentes de la DINA ocuparon el domicilio del militante del MIR Eugenio Iván MONTTI CORDERO, ubicado en la comuna de Las Condes, deteniendo a éste y a otros militantes que acudieron a reunirse con él. En esa forma fueron detenidos Carmen Margarita DIAZ DARRICARRERE, Alan Roberto BRUCE CATALAN y Jaime Enrique VASQUEZ SAENZ.

El 14 de febrero de 1975 fueron detenidos otros tres militantes del MIR vinculados a los mencionados. En su domicilio del centro de Santiago fue detenido René Roberto ACUÑA REYES, el que durante la detención habría intentado huir a raíz de lo cual resultó herido a bala. En la vía pública fueron detenidos Manuel Edgardo Del Carmen CORTEZ JOO y Hugo Daniel RIOS VIDELA.

La Comisión está convencida de que la desaparición de todos ellos obra de agentes del Estado, quienes violaron así sus derechos humanos”.

## Proceso judicial en democracia
El caso de Alan Bruce fue investigado por el ministro Leopoldo Llanos como parte del denominado caso “Episodio Villa Grimaldi-Cuaderno Principal” Rol N° 2162-1998. El 27 de junio del 2014, el ministro Leopoldo Llanos dictó sentencia de primera instancia por la desaparición de 19 personas y por un ejecutado. El magistrado condenó a 13 exagentes de la Dirección de Inteligencia Nacional (DINA) por el delito de secuestro calificado de: Guillermo Roberto Beausire Alonso, Alan Roberto Bruce Catalán, Jaime Enrique Vásquez Sáenz, Manuel Antonio Carreño Navarro, Iván Carreño Aguilar, María Teresa Eltit, María Isabel Joui Petersen, Jacqueline Drouilly Yurich, Juan René Molina Mogollones, René Roberto Acuña Reyes, Carlos Alberto Carrasco Matus, Hugo Daniel Ríos Videla, Agustín Alamiro Martínez Meza, Juan Rodrigo Mac-Leod Treuer, María Julieta Ramírez Gallegos, Luis Jaime Palominos Rojas, Marta Neira Muñoz, César Arturo Emiliano Negrete Peña, Alejandro Juan Avalos Davidson y el homicidio calificado de Humberto Juan Carlos Menenteau Aceituno, todas víctimas que permanecieron detenidos en el recinto de Villa Grimaldi.
La sentencia condenó a los exagentes de la DINA a las siguientes penas: 
- Manuel Contreras Sepúlveda: prisión perpetua
- Pedro Espinoza Bravo: 20 años de prisión
- Marcelo Moren Brito: 7 años de prisión
- Rolf Wenderoth Pozo: 7 años de prisión
- Miguel Krassnoff Martchenko: 20 años de prisión
- Fernando Lauriani Maturana: 20 años de prisión
- Gerardo Godoy García: 20 años de prisión
- Ricardo Lawrence Mires: 20 años de prisión
- Basclay Zapata Reyes: 15 años y un día de prisión
- Manuel Carevic Cubillos: 15 años y un día de prisión
- Raúl Iturriaga Neumann: 15 años y un día de prisión
- César Manríquez Bravo: 15 años y un día de prisión
- Orlando Manzo Durán: 10 años y un día de prisión

La sentencia determinó que:

“todas las personas fueron detenidas por la DINA y permanecieron privados de libertad en uno o más de los recintos de detención y cuyos rastros se pierden desde esos lugares, sin que hasta la fecha los privados de libertad hayan tomado contacto con sus familiares, realizado gestiones administrativas ante organismos de Estado, registrado entradas o salidas del país, y sin que conste, tampoco, su defunción. En los casos de diez de ellos, sus nombres aparecieron en periódicos en noticias relativas a la "muerte de extremistas chilenos en el extranjero", montaje denominado "Operación Colombo" o "Casos de los 119".

En relación con el recinto de detención de Villa Grimaldi la sentencia señaló que:

“c) “Cuartel Terranova” o “Villa Grimaldi”, ubicado en Avenida José Arrieta N° 8200 de la comuna de Peñalolén de la Región Metropolitana, que es el que concentró el mayor número de detenidos. Operaban, en este recinto clandestino de detención agrupaciones o brigadas y grupos operativos compuestos por un grupo de agentes de la Dirección de Inteligencia Nacional (DINA), con conocimiento del Director del organismo. Los primeros detenidos llegaron a mediados de 1974. En enero de 1975 “Villa Grimaldi” pasó a convertirse en el centro de operaciones de la Brigada de Inteligencia Metropolitana".

El 16 de septiembre de 2015 la Corte de Apelaciones de Santiago ratificó la sentencia de primera instancia dictada por el ministro Llanos por la desaparición de 19 personas y un ejecutado político. En fallo unánime la Sexta Sala ratificó las condenas efectivas para 11 exagentes de la DINA. La sentencia ratificó las penas en contra de los 11 exagentes. En los casos del exdirector de la DINA: Manuel Contreras Sepúlveda y el exagente Marcelo Moren Brito, se dictó su sobreseimiento por fallecimiento.
La Corte Suprema, el 22 de enero del 2016, ratificó la sentencia dictada en la investigación contenida en el cuaderno principal de la causa denominada: "Villa Grimaldi". En fallo dividido (causa rol 17887-2015), la Sala Penal –integrada por los ministros Milton Juica, Carlos Künsemüller, Lamberto Cisternas, Manuel Antonio Valderrama y Jorge Dahm– ratificó las penas a presidio efectivos de 11 exagentes de la DINA, por su responsabilidad en los 19 secuestros calificados y por un homicidio calificado. Resolución que se adoptó con el voto en contra del ministro Cisternas, quien fue partidario de acoger la prescripción gradual, pero solo respecto de los condenados Krassnoff Martchenko y Lauriani Maturana. En el aspecto civil, se confirmó que el Estado de Chile debe pagar una indemnización a familiares de las víctimas.

## Una historia necesaria
Una historia necesaria es una serie chilena estrenada el 11 de septiembre de 2017 en Canal 13 Cable. En 16 episodios se relata, en testimonios de familiares, amigos o testigos, 16 casos sobre detenidos desaparecidos y las violaciones de los derechos humanos a los que fueron sometidos durante la dictadura de Augusto Pinochet. En uno de los capítulos de la serie se relata la detención del estudiante de ingeniería civil Alan Bruce.